# Сан-Мамеде (Баталья)
Сан-Мамеде (порт. São Mamede) — район (фрегезия) в Португалии, входит в округ Лейрия. Является составной частью муниципалитета Баталья. По старому административному делению входил в провинцию Бейра-Литорал. Входит в экономико-статистический субрегион Пиньял-Литорал, который входит в Центральный регион. Население составляет 3513 человека на 2001 год. Занимает площадь 40,38 км².